# Вяземская Александровская гимназия
Вяземская Александровская гимназия — первая в России земская гимназия, второе среднее учебное заведение в Смоленской губернии.

## История
Мужская классическая гимназия, основанная на средства Смоленского губернского земства, была открыта в Вязьме 30 августа (11 сентября) 1869 года — в день рождения наследника престола цесаревича Александра. Поэтому было поучено разрешено именовать её «Александровской гимназией Смоленского земства в г. Вязьме». После восшествия Александра на престол, с 17 августа 1881 года она стала официально называться «Вяземская  императора Александра III гимназия Смоленского земства».
Вопрос о необходимости открытия в Смоленской губернии ещё одного среднего учебного заведения был поставлен директором училищ Смоленской губернии Н. И. Сосфеновым ещё в 1866 году; 16 декабря 1866 года земское губернское собрание решило ходатайствовать перед правительством об открытии на земские средства гимназии в Вязьме вместо существовавшего там уездного училища. Высочайшее разрешение на устройство Вяземской мужской гимназии было получено 12 августа 1868 года. Для гимназии передавалось здание Вяземского уездного училища, Вяземское городское общество передало гимназии двухэтажный дом для квартир учителей, но оба здания были старыми, и было решено изыскивать средства на постройку нового здания гимназии. Новый двухэтажный учебный корпус гимназии, на втором этаже которого была устроена гимназическая церковь во имя Благоверного князя Александра Невского, был открыт в 1872 году.
Первоначально в гимназии было открыто три класса (67 человек: 1-й класс — 38 учащихся, 2-й класс — 18, 3-й класс — 11), затем каждый год прибавлялось по одному. Позже гимназия, как и все, стала восьмиклассной; в 1873 году появился приготовительный класс. Первый выпуск (шесть человек) состоялся в 1875 году. Основную массу учеников гимназии составляли дети дворян, чиновников и духовенства. За первые 25 лет в гимназии обучалось 1068 учеников, среди них вязьмичей было всего 215 человек, остальные — из соседних уездов и губерний. Полный курс За двадцать выпусков окончило только 198 человек. Последний выпуск состоялся весной 1918 года, после чего гимназия была закрыта.
В числе выпускников гимназии были: В. М. Вороновский (1876), Н. Ч. Зайончковский (1878), Н. М. Барсов (1879), И. И. Иванов (1882; серебряная медаль), Л. Е. Гальперин (1893), С. И. Солнцев (1895), В. И. Виткевич (1907; серебряная медаль), В. Н. Батенин (1912), И. А. Лопотко (1918).
В 1890-е годы гимназия считалась одним из самых привилегированных учебных заведений в Смоленской губернии. Был очень высок профессиональные уровень её педагогов.
Первый директор гимназии, Оскар Германович Гебель, был назначен 1 июля 1869 года и занимал эту должность до 12 января 1874 года, когда был переведён в 4-ю московскую гимназию. С 17 августа 1874 года исправляющим должность директора был назначен надворный советник Иван Егорович Сыроечковский; утверждён в должности 14 февраля 1876 года.
Директорами также были: Н. А. Закс (с 01.07.1877 до 1881?), Ф. С. Воронов (с 01.01.1882 до 1885), Е. Ф. Висс (с 01.07.1886 по 1888), А. П. Заболотский (с 01.07.1888 по 1891), Н. В. Розанов (с 1891 до 1894?), О. А. Дрейер (с 12.09.1894 до 1905), Е. И. Воскресенский (с 24.03.1906 до 1908), И. С. Страхов (с 29.09.1908 до 1911?), В. Ф. Никифоров (с 15.11.1911 до 1915), А. А. Калачев (с 01.12.1915).
Здания всех вяземских гимназий были разрушены во время Великой Отечественной войны.